# Longeville-lès-Metz
Longeville-lès-Metz (Duits: Longeville bei Metz) is een gemeente in het Franse departement Moselle (regio Grand Est). Longeville-lès-Metz telde op 1 januari 2022 4.017 inwoners.

## Geschiedenis
De gemeente maakte deel uit van het kanton Woippy in het arrondissement Metz-Campagne tot beide op 22 maart 2015 werden opgeheven. De gemeente werd opgenomen in het kanton Montigny-lès-Metz, dat onderdeel werd van het arrondissement Metz.

## Geografie
De oppervlakte van Longeville-lès-Metz bedroeg op 1 januari 2022 2,71 vierkante kilometer; de bevolkingsdichtheid was toen 1.482,3 inwoners per km².

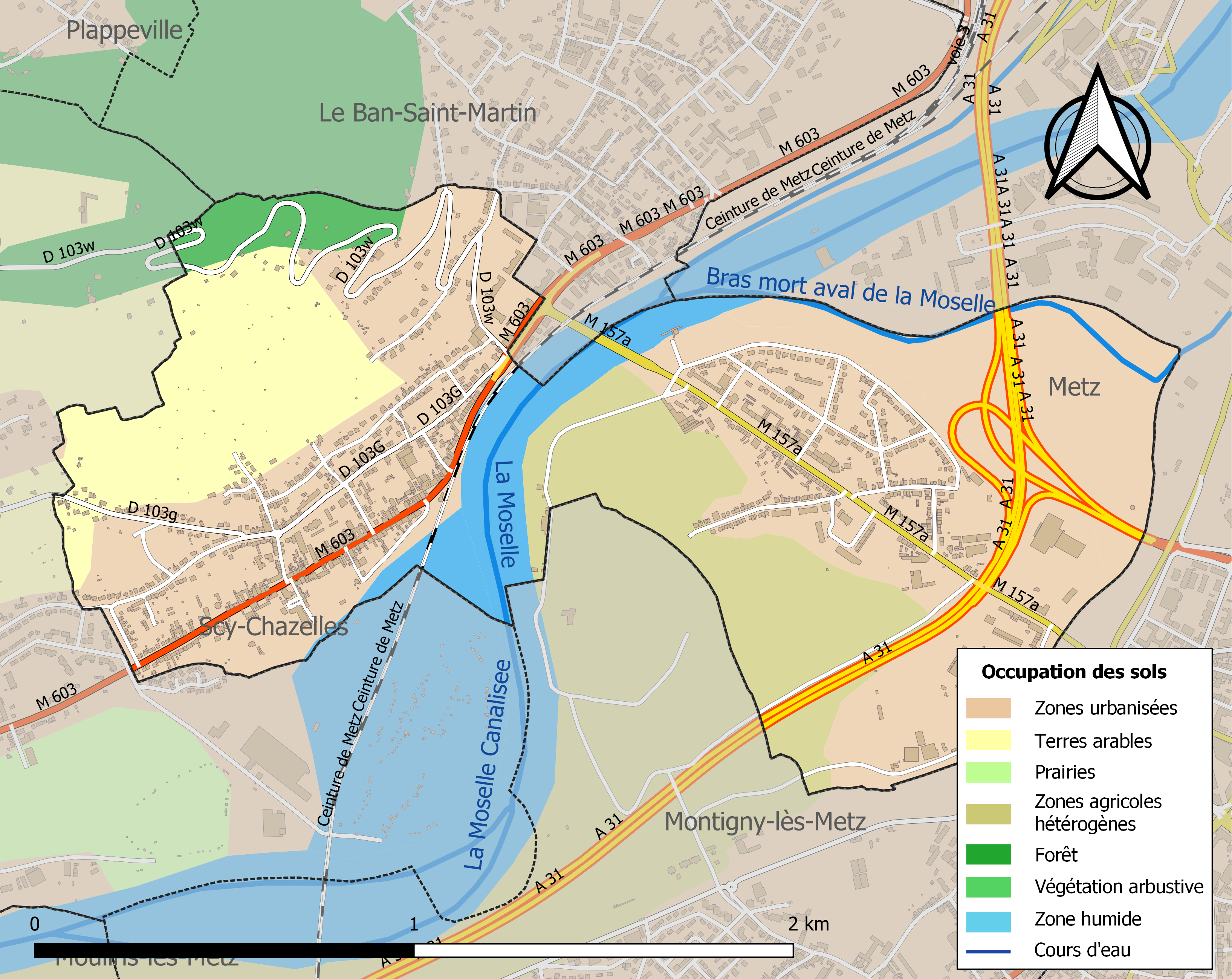
Kaart van de gemeente met de belangrijkste infrastructuur, bodemgebruik en omliggende gemeenten

## Demografie
Onderstaande figuur toont het verloop van het inwonertal (bron: INSEE-tellingen).

## Geboren
- Jean-François Clervoy (1958), ruimtevaarder